# The Broken Tower
The Broken Tower è un film del 2011 diretto da James Franco.
Film biografico-drammatico statunitense, sceneggiato dallo stesso regista, che narra la vita del poeta Hart Crane.